# جوزيف نيكوليت
جوزيف نيكولاس نيكوليت (24 يوليو 1786-11 سبتمبر 1843)، المعروف أيضًا باسم جان نيكولا نيكوليه، هو عالم جغرافيا وعالم فلك وعالم رياضيات فرنسي، اشتُهر بسبب رسمه خرائط لحوض نهر المسيسيبي العلوي خلال ثلاثينيات القرن التاسع عشر. وقاد نيكوليت ثلاث حملات استكشافية في المنطقة بين نهري ميسيسيبي وميزوري، بشكل رئيسي في مينيسوتا وداكوتا الجنوبية وداكوتا الشمالية.
قبل أن يهاجر إلى الولايات المتحدة، كان نيكوليت أستاذًا للرياضيات في كلية لويس الكبير، وأستاذًا وعالم فلك في مرصد باريس مع بيير سيمون لابلاس. أدت التغييرات السياسية والأكاديمية في فرنسا إلى سفر نيكوليت قاصدًا الولايات المتحدة للقيام بعمل يدعم سمعته بين الأكاديميين في أوروبا.
كانت خرائط نيكوليت من بين أكثر الخرائط دقة في ذلك الوقت، إذ صححت خرائطه الأخطاء التي ارتكبها زيبولون بايك، وقدمت الأساس لجميع الخرائط اللاحقة للداخل الأمريكي. وكانت خرائطه من بين أول الخرائط التي رسمت الارتفاع عن طريق التظليل، والخرائط الوحيدة التي استخدمت الأسماء الأمريكية الأصلية للأماكن. وبعد وفاته نُشرت خريطة نيكوليت الحوض الهيدروغرافي لأعلى المسيسيبي في عام 1843. يقع برج نيكوليت في سيستون في ولاية داكوتا الجنوبية، وهو نصب تذكاري لنيكوليت وعمله وقد بُني في عام 1991.

## نشأته وتعليمه
ولد نيكوليت في كلوز في سافوا. وقد كان لامعًا جدًا، وحصل على منحة دراسية في الكلية اليسوعية في شامبيري بسبب الموهبة التي أظهرها في الرياضيات وعلم الفلك. وقد بدأ بتدريس الرياضيات في سن 19. في عام 1817، عُين أستاذًا وعالم فلك في مرصد باريس وعمل مع العالم والرياضياتي بيير سيمون لابلاس. وأثناء عمله في المرصد، اكتشف نيكوليت مذنبًا، وإثر ذلك بنى سمعته كخبير في علم الفلك والجغرافيا الطبيعية. خلال عشرينيات القرن التاسع عشر، عمل أستاذًا للرياضيات في مدرسة لويس الكبير.

## هجرته عام 1832
واجه نيكوليت صعوبات مالية ومهنية بسبب الاضطرابات السياسية في فرنسا بعد ثورة يوليو (1830)، والهيمنة المتزايدة للفيزياء كعلم مختبرات. هاجر إلى الولايات المتحدة في عام 1832 مبحرًا من ميناء بريست. وكان نيكوليت يأمل بتحسين سمعته بين الأكاديميين الأوروبيين عبر عمله في الولايات المتحدة. وكان ينوي القيام «بجولة علمية» في البلاد، واستخدام خبرته لرسم خريطة دقيقة لحوض نهر المسيسيبي. بعد وصوله إلى واشنطن العاصمة، التقى بعلماء ومسؤولين حكوميين، لمناقشة المسوحات العلمية للبلاد. ثم سافر إلى نيو أورلينز، حيث كان ينوي الذهاب إلى سانت لويس في ولاية ميزوري، ولكن بسبب تفشي الكوليرا، توقف السفر بالسفن البخارية تقريبًا. وبدلًا من ذلك، أمضى نيكوليت السنوات الثلاث التالية يرتحل في أنحاء الجنوب، خاصًة بين نيو أورلينز وبالتيمور. وصل نيكوليت أخيرًا إلى سانت لويس عام 1835.

## رسم خريطة المسيسيبي
عند وصوله عام 1835 إلى سانت لويس، حصل نيكوليت على دعم لخطته لرسم خريطة لنهر المسيسيبي من شركة الفراء الأمريكية وعائلة تشاتو الثرية (التي ساعدت في تأسيس سانت لويس واحتكرت تجارة الفراء لردح طويل من الزمن مع قبيلة اوساج، بموجب عقود مع السلطات الإسبانية السابقة ولاحقًا كوكيل هندي أمريكي). استقل نيكوليت قاربًا من سانت لويس عبر النهر إلى حصن سنيلنغ، مينيسوتا. وعلى مدى السنوات الأربع التالية، قاد نيكوليت ثلاث بعثات لاستكشاف أعالي المسيسيبي، معظمها في المنطقة التي أصبحت الآن مينيسوتا وداكوتا الشمالية وداكوتا الجنوبية.

### الرحلة الاستكشافية الأولى، 1836-1837
كانت أول رحلة استكشافية في 1836-1837 بتمويل خاص من شركة الفراء الأمريكية وعائلة تشاتو. غادر نيكوليت حصن سنيلنغ بقارب كانو في 29 يوليو عام 1836، برفقة شاغوباي، أحد زعماء الأجيبوي، وابنه البالغ من العمر تسع سنوات، ومرشد نصف فرنسي اسمه برونيا. استكشف نيكوليت نهر المسيسيبي حتى منبعه من بحيرة إتاسكا ورافد المسيسيبي القريب، نهر سانت كروا. وصححت نتائج هذه الحملة خطأ في خريطة زيبولون بايك لعام 1805، والتي وضعت مصب نهر كرو وينغ بعيدًا جدًا إلى الغرب، ما جعل جميع خرائط هذه المنطقة غير دقيقة.

## روابط خارجية
- جوزيف نيكوليت على موقع الموسوعة البريطانية (الإنجليزية)
- جوزيف نيكوليت على موقع إن إن دي بي (الإنجليزية)